# Hernán Buenahora Gutiérrez
Hernán Buenahora Gutiérrez (Barichara, 18 de març de 1967) és un ciclista colombià, entre 1990 i 2011. Les seves principals victòries les va aconseguir al seu propi país, però també va destacar a Europa, on guanyà la Volta a Catalunya de 1998. Va prendre part en diferents edicions de les grans voltes, sent les millors classificacions la 6a posició final del Giro d'Itàlia de 2000.
L'octubre de 2008 va ser suspès per dos anys per haver donat possitiu per efedrina en un control antidopatge que se li va practicar a la Volta a Colòmbia d'aquest mateix any, en la qual havia acabat segon.

## Palmarès
- 1989
  - Vencedor d'una etapa a la Ruta Mèxic
- 1990
  - Vencedor d'una etapa a la Volta a Colòmbia
- 1994
  - Vencedor d'una etapa a la Volta a Colòmbia
- 1995
  - 1r del Premi de la Combativitat del Tour de França
- 1996
  - Vencedor d'una etapa a la Volta a Colòmbia
- 1997
  - Vencedor d'una etapa a la Volta a Colòmbia
- 1998
  -  1r a la Volta a Catalunya i vencedor de 2 etapes
- 2001
  - 1r a la Volta a Colòmbia i vencedor de 4 etapes
- 2002
  - 1r al Trofeu Poggiridenti
- 2004
  - 1r al Clásico RCN i vencedor de 2 etapes
- 2005
  - Vencedor d'una etapa a la Volta a Colòmbia
- 2006
  - 1r al Clásico Ciclístico Banfoandes
  - Vencedor de 2 etapes a la Volta a Colòmbia
  - Vencedor d'una etapa a la Vuelta al Táchira
- 2007
  - 1r a la Vuelta al Táchira i vencedor de 2 etapes

### Resultats a la Volta a Espanya
- 1991. Abandona
- 1992. 16è de la classificació general
- 1993. 13è de la classificació general
- 1996. Abandona
- 2004. 32è de la classificació general

### Resultats al Tour de França
- 1994. 18è de la classificació general
- 1995. 10è de la classificació general. 1r del Premi de la Combativitat
- 1996. Abandona (1a etapa)
- 1997. 22è de la classificació general
- 1998. Abandona (10a etapa)
- 1999. 64è de la classificació general

### Resultats al Giro d'Itàlia
- 1993. Abandona
- 1994. Abandona
- 1995. 18è de la classificació general
- 1996. 11è de la classificació general
- 1997. Abandona
- 1998. 27è de la classificació general
- 1999. 15è de la classificació general
- 2000. 6è de la classificació general
- 2001. 13è de la classificació general